# Asthenargoides
Asthernargoides é um gênero de aranhas da família Linyphiidae descrito em 1993. Engloba 3 espécies encontradas na Rússia.